# Darwin Ordóñez
Darwin Ordoñez (* Esmeraldas, Ecuador, 18 de junio de 1980). es un futbolista ecuatoriano que juega de defensa en el Municipal de Cañar de la Serie B de Ecuador.

## Clubes
| Club                  | País    | Año       |
| --------------------- | ------- | --------- |
| Deportivo Quininde    | Ecuador | 1997      |
| Delfín SC             | Ecuador | 1998-2003 |
| Técnico Universitario | Ecuador | 2003-2005 |
| Emelec                | Ecuador | 2006      |
| Municipal de Cañar    | Ecuador | 2006-2008 |
| Vargas Torres         | Ecuador | 2009      |
| Rocafuerte FC         | Ecuador | 2009-2010 |
| Segundo Hoyos         | Ecuador | 2011      |
| Rocafuerte FC         | Ecuador | 2012      |
| Municipal de Cañar    | Ecuador | 2013      |
| Deportivo Quininde    | Ecuador | 2014      |
| Municipal de Cañar    | Ecuador | 2014      |